# Kaczawa
Kaczawa (tysk: die Katzbach ) er en biflod til Oder fra venstre, i det polske voivodskab Nedre Schlesien .

## Flodens løb
Kaczawa har sit udspring i Kaczawskiebjergene (i området ved Bleiberg-ryggen) under Turzec-bjerget (Schubertberg) nær Kaczorów (Ketschdorf) og løber først mod nord, senere nordøst gennem byerne Wojcieszów (Kauffung), Świerzawa (Schönau), Złotoryja (Goldberg) og Legnica (Liegnitz) og løber i alt 98 km til floden Oder som den løber ud i nær Prochowice (Parchwitz).
Dens vigtigste bifloder er Skorą (Hurtige Deichsa) fra venstre og Nysa Szalona fra højre. Katzbach har en hurtig strøm, fordi dens fald er 360 m, men den er generelt vandfattig om sommeren. Den løber i området af det tidligere administrative distrikt Liegnitz i den preussiske provins (Nedre) Schlesien.

## Historie
Den 26. august 1813 besejrede den preussiske feltmarskal Blücher og den preussiske generalmajor Gneisenau og deres schlesiske hær de napoleonske styrker ledet af Napoleons marskal McDonald i slaget ved Katzbach.